# KIMIKO
KIMIKO（1979年2月26日—），本名林睿君，生於臺灣屏東縣恆春鎮，基督徒，為舞蹈老師。

## 生平
4歲起學習芭蕾舞，國中畢業後曾至維也納短期習舞。曾參與《五燈獎》，獲得衛冕資格；此外，曾獲台灣雙槍、雙綵、民俗舞三料冠軍。帶給林睿君最多啟發的舞者是碧娜·鮑許和瑪丹娜。就讀正修工專機械科期間，加入學校熱舞社，開始學習街舞。畢業後，插班考進輔仁大學體育系舞蹈組。畢業後赴美國紐約NY Broadway & Steps學習街舞與非洲舞蹈。回國後，在健身俱樂部擔任舞蹈老師，有多位藝人向她學習舞蹈，她也為藝人編舞或是作肢體動作指導。自紐約歸國後的數年間，每年皆返紐約短期習舞。在上《康熙來了》節目後，成為藝人，擔任舞蹈選秀節目《舞林大道》、《舞力全開》的評審老師。

## 綜藝節目
| 頻道 | 節目               | 備註 |
| ---- | ------------------ | ---- |
| 中視 | 《舞林大道》       | 評審 |
| 民視 | 《舞力全開》       | 評審 |
| 民視 | 《民視第一發發發》 | 評審 |
| 中視 | 《超級模王大道》   | 評審 |

## 著作
| 書名                                       | 出版社   | 出版日期      | ISBN               |
| ------------------------------------------ | -------- | ------------- | ------------------ |
| 精‧瘦‧美 Kimiko's 明星指定美型課           | 三采     | 2012年8月10日 | ISBN 9789862297315 |
| 精瘦美2 貼身教練 Kimiko's 魅力有感塑形     | 三采     | 2013年5月31日 | ISBN 9789862298978 |
| Kimiko's 小角度美型關鍵                    | 三采     | 2015年9月4日  | ISBN 9789863424444 |
| Kimiko的女性日常美態：姿勢回正，自然就瘦了 | 天下雜誌 | 2018年6月6日  | ISBN 9789863983422 |

## 代言
- 思薇爾內衣（2014-2015）[11]

## 外部連結
- 官方网站
- KIMIKO的Facebook專頁
- KIMIKO的Instagram帳戶
- KIMIKO的新浪博客
- YouTube上的KIMIKO頻道